# Henri de Schaumbourg
Henri de Schaumbourg († 25 janvier 1508) est sous le nom d’Henri III de 1473 jusqu'à sa mort en 1508 évêque de Minden.

## Famille
Henri est un membre de la lignée des comtes de Schaumbourg, dont les membres détenaient régulièrement le siège d'évêque de Minden. Il est le fils de Otto II de Schaumbourg qui gouverne le comté de Holstein-Pinneberg de 1426 à 1464 et de son épouse Élisabeth de Honstein (née vers 1400 † après 20 janvier 1471).

## Évêque de Minden
Henri est désigné comme évêque le 6 mai 1473. Le  30 juillet suivant il reçoit la confirmation pontificale. Il est ordonné prêtre le 20 mars 1474 et consacré évêque le 1er mai 1474. Henri accorde à Blasheim en  1491 le droit de s'ériger en paroisse. De l'Église anniversaire de Marienkirche de hors-développé et le marché de Blasheim qui existe encore de nos jours.